# Marco Bernacci
Marco Bernacci (ur. 15 grudnia 1983 w Cesenie) – włoski piłkarz występujący na pozycji napastnika, trener piłkarski.

## Kariera klubowa
Ostatnio grał w Torino FC. Był do niego wypożyczony z Bologna FC, do której trafił 31 lipca 2009. Wcześniej występował kolejno w takich zespołach jak AC Cesena, AC Mantova i Ascoli. 26 sierpnia 2010 Bernacci z powodu depresji zawiesił swoją karierę na czas nieokreślony.